# Солидарност
За чланак о пољском независном синдикату, погледајте Солидарност.
Солидарност је појам који се најчешће односи на повезаност и узајамну сарадњу или помоћ између појединаца, група као и већих скупина, посебно у условима појаве тешких животних ситуација или природних катастрофа. Према Диркему, друштвена солидарност је изразито морална појава којом се изражава општи став хуманости, међусобне помоћи, разумевања и узајамности. Као усмерење, солидарност је карактеристична за верске, хуманистичке, невладине и друге социохуманитарне организације. Практикује се на нивоу односа појединаца, група, региона, држава, а у посебним случајевима и на интернационалном плану.
Солидарност је заснована на класној сарадњи. Односи се на везе у друштву које повезују људе као једно. Термин се генерално користи у социологији и другим друштвеним наукама, као и у филозофији и биоетици. То је такође значајан концепт у католичком социјалном учењу; стога је то основни концепт у хришћанско-демократској политичкој идеологији.
Оно што чини основу солидарности и начин на који се она спроводи разликује се у различитим друштвима. У глобалним јужним друштвима оно може бити углавном засновано на сродству и заједничким вредностима, док друштва на глобалном северу акумулирају различите теорије о томе шта доприноси осећају солидарности, односно друштвеној кохезији. За разлику од колективизма, солидарност не одбацује појединце и види појединце као основу друштва.
Солидарност је такође један од шест принципа Повеље о основним правима Европске уније, а 20. децембар сваке године је Међународни дан људске солидарности који се признаје као међународна прослава. Концепти солидарности се помињу у Универзалној декларацији о биоетици и људским правима, али нису јасно дефинисани. Како се повећавају биотехнологија и биомедицинска унапређења истраживања и производње, важна је потреба за јасном дефиницијом солидарности у оквиру здравственог система. Међутим, солидарност се не помиње ни у Европској конвенцији о људским правима ни у Универзалној декларацији о људским правима Уједињених нација и стога има мање правно значење у поређењу са основним правима.

## Дискурс солидарности

### Емил Диркем
Према Емилу Диркему, типови друштвене солидарности су у корелацији са типовима друштва. Диркем је увео појмове механичка и органска солидарност као део своје теорије о развоју друштава у Подели рада у друштву (1893). У друштву које показује механичку солидарност, његова кохезија и интеграција потиче од хомогености појединаца – људи се осећају повезаним кроз сличан рад, образовну и верску обуку и начин живота. Механичка солидарност нормално функционише у „традиционалним“ и малим друштвима. У једноставнијим друштвима (нпр. племенским), солидарност се обично заснива на сродничким везама породичних мрежа. Органска солидарност долази из међузависности која произилази из специјализације рада и комплементарности међу људима — развој који се дешава у „модерним“ и „индустријским“ друштвима.
- Дефиниција: то је друштвена кохезија заснована на зависности коју појединци имају једни од других у напреднијим друштвима.

## Употребе у филозофији и биоетици
Солидарност је концепт који се поново појављује у савременој филозофији у оквиру различитих подобласти права, етике и политичке филозофије. Рани антички филозофи, као што су Сократ и Аристотел, разматрају солидарност као етички оквир врлине, јер да би се живео добар живот морају се вршити радње и понашати се на начин који је солидаран са заједницом.
Један значајан приступ у биоетици је да се солидарност првенствено идентификује као пракса на три нивоа која се примењује на међуљудском, заједничком, уговорном и правном нивоу. Овај приступ је вођен тежњом да се направи разлика између различитих примена концепта и да се разјасни његово значење, како историјски тако и у смислу његовог потенцијала као плодног концепта за савремена морална, друштвена и политичка питања. Савремена пракса биоетике значајно је под утицајем концепта категоричког императива Имануела Канта. Чланак пастора и филозофа Фрица Јахра „Био-етика: Преглед етичких односа људи према животињама и биљкама“ рафинира Кантов оригинални категорички императив укључивањем појма биоетичког императива.
Биомедицинска технологија је такође додатно увела солидарност као кључни концепт у биоетици. Научници, као што је Ори Леви, скрећу пажњу на негативне импликације биомедицинских побољшања. Други научник, др Меулен тер Руд, расправља о примени солидарности у здравственим системима.

### Биоетички императив
Фриц Јахр описује да се биоетика на крају састоји од „академске дисциплине, принципа и врлине“. Ово одјекује дубоким утицајем Сократа на нормализацију биоетике и њене праксе. Јахр користи Кантов категорички императив да демонстрира обавезну, а ипак урођену људску праксу биоетичког императива:
„Ово резултира водећим принципом за наше акције у Биоетичком императиву: поштујте свако живо биће генерално као циљ сам по себи, и третирајте га, ако је могуће, као таквог“
 као што настаје у односима не само између свесног човека, већ и са биљкама и другим животињским врстама. Јахр у потпуности верује да, да би се истински бавио биоетиком, човек мора бити солидаран са свим облицима живота. Ако се особа одлучи да буде солидарна само са људима, онда се она ни на који начин не понаша врлински.